# بخش‌های دپارتمان گودلوپ
بخش‌های دپارتمان گودلوپ (انگلیسی: Arrondissements of the Guadeloupe department) شامل ۲ بخش به شرح زیر است:
1. بخش بس-تر با ۱۸ کمون (فرانسه) و جمعیت ۱۹۰ هزار نفر در سال ۲۰۱۳ می‌باشد.
2. بخش پوانت-ا-پیتر با ۱۴ کمون (فرانسه) و جمعیت ۲۱۱ هزار نفر در سال ۲۰۱۳ می‌باشد.

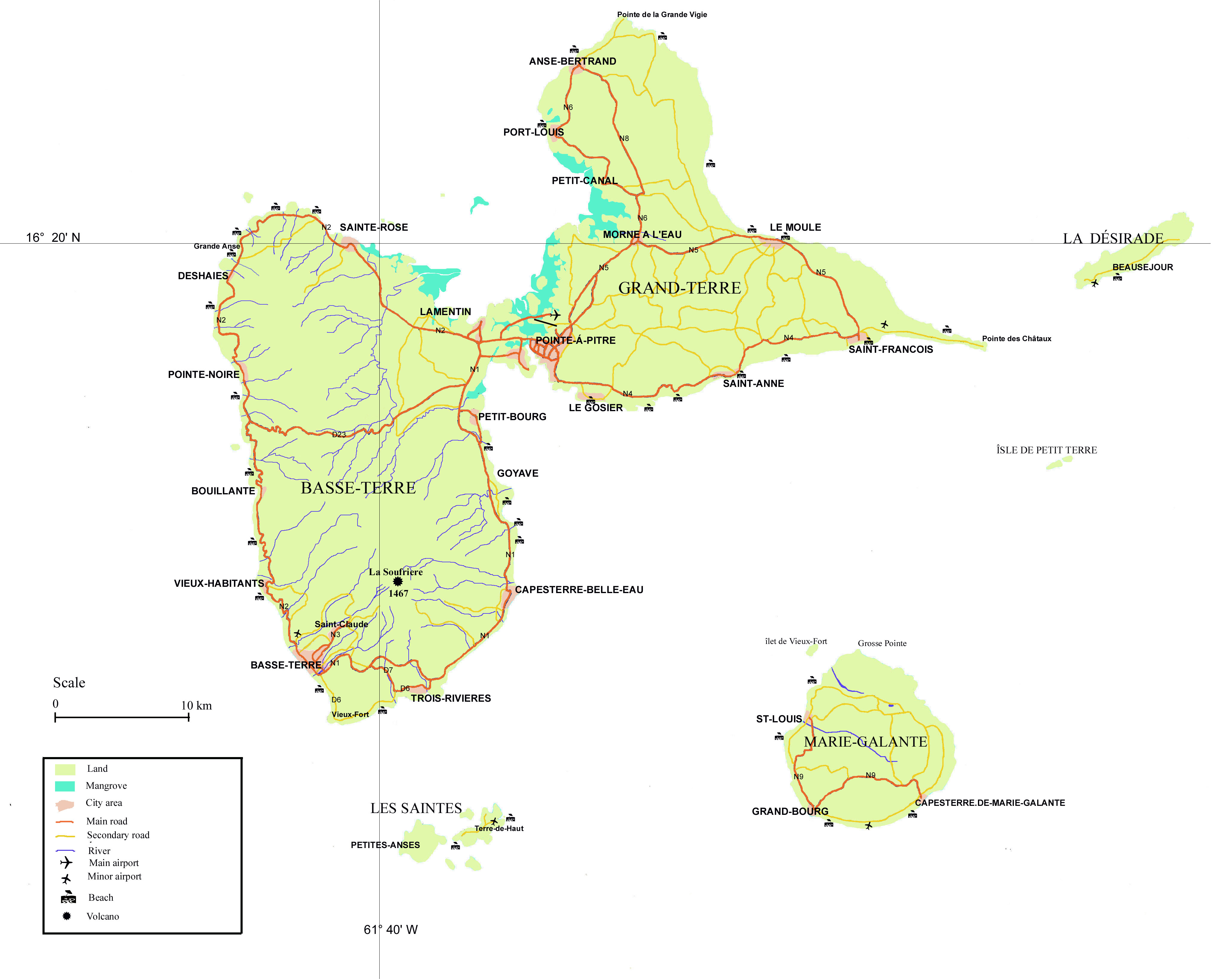
Map of Guadeloupe.